# Lucienne Camille
Lucienne Camille, pseudonimo di Sylvia Bayo (Kent, 2 dicembre 1940 – Londra, 2 gennaio 2006), è stata un'attrice e attrice pornografica britannica attiva in Italia soprattutto negli anni settanta e ottanta.

## Biografia
Orfana di padre all'età di dieci anni, crescendo si trovò a gestire una bellezza e una procacità non comuni. 
Dopo aver svolto vari mestieri, fra cui la ballerina e la spogliarellista in diversi locali notturni, recitò in numerosi episodi della serie televisiva Up Pompei (1969-1971) guadagnandosi anche una candidatura ai premi BAFTA.
Negli anni successivi si dedicò ai film erotici, con due uniche eccezioni: La mazurka del barone, della santa e del fico fiorone (1975) e Bordella (1975), diretti da Pupi Avati. Dopo queste partecipazioni e alcune apparizioni in serie televisive, scarseggianti le offerte di lavoro, passò definitivamente al cinema pornografico, con lo pseudonimo di Lucienne.
Si ritirò all'inizio degli anni ottanta scomparendo totalmente dalle scene. La sua ultima apparizione pubblica fu registrata alla notte degli Oscar del 2005.
È morta all'inizio del 2006 a causa della leucemia.

## Filmografia

### Cinema
- Deviation, regia di José Ramón Larraz (1971)
- On the Game, regia di Stanley A. Long (1974)
- La mazurka del barone, della santa e del fico fiorone, regia di Pupi Avati (1975)
- Bordella, regia di Pupi Avati (1976)
- Bel Ami l'impero del sesso, regia di Mac Ahlberg (1976)
- The Great British Striptease, regia di Doug Smith – documentario (1980)

### Televisione
- Up Pompei! – serie TV, 6 episodi (1969-1971)
- The Two Ronnies – serie TV, 1 episodio (1980)
- Wolcott – serie TV, 1 episodio (1981)
- Un cinese a Scotland Yard (The Chinese Detective) – serie TV, 1 episodio (1982)
- Jack of Diamonds – serie TV, 1 episodio (1983)
- Metropolitan Police – serie TV, 1 episodio (1990)